# Championnat de Belgique de football 2017-2018
Navigation
Jupiler Pro League 2016-2017 Jupiler Pro League 2018-2019
La saison 2017-2018 de la Jupiler Pro League est la 115e saison de la première division belge.
Le premier niveau du championnat oppose les seize meilleurs clubs de Belgique en une série de trente rencontres jouées durant le championnat, puis de dix matchs durant des play-offs.
Au terme de la « phase classique » du championnat, les seize équipes sont réparties en deux niveaux de play-offs en fonction de leur classement. Les six premiers sont regroupés dans les « Play-offs 1 » et voient leurs points divisés par deux. Ils se rencontrent à nouveau deux fois (à domicile et en déplacement), le premier au terme de ce mini-championnat remportant le titre de champion de Belgique. Les équipes classées de la septième à la quinzième place rejoignent les équipes classées de la deuxième à la quatrième place de Division 1B, ainsi divisées en deux groupes de six dans les « Play-offs 2 », et leurs points sont ramenés à zéro. Les équipes s'affrontent deux fois chacune (une fois à domicile et une fois à l'extérieur), les deux vainqueurs de chaque groupe disputant ensuite la finale des « Play-offs 2 » sur un seul match pour le dernier ticket européen. Les clubs de Division 1B ne peuvent par contre pas prétendre à ce ticket européen.

## Clubs participants
| Club              | Dernière montée | Budget en M€ | Classement 2016-2017 | Entraîneur          | Depuis | Stade                       | Capacité théorique | Nombre de saisons en Division 1 | Equipementier | Sponsor principal  |
| ----------------- | --------------- | ------------ | -------------------- | ------------------- | ------ | --------------------------- | ------------------ | ------------------------------- | ------------- | ------------------ |
| RSC Anderlecht    | 1935            | 45           | 1er                  | Hein Vanhaezebrouck | 2017   | Stade Constant Vanden Stock | 21 500             | 87                              | Adidas        | BNP Paribas Fortis |
| Club Bruges KV    | 1959            | 38           | 2e                   | Ivan Leko           | 2017   | Stade Jan Breydel           | 29 062             | 95                              | Macron        | Daikin             |
| SV Zulte Waregem  | 2005            | 16           | 3e                   | Francky Dury        | 2011   | Stade Arc-en-ciel           | 12 250             | 12                              | Patrick       | Record Bank        |
| La Gantoise       | 1989            | 43           | 4e                   | Yves Vanderhaeghe   | 2017   | Ghelamco Arena              | 20 000             | 77                              | Jartazi       | VDK Bank           |
| KV Ostende        | 2013            | 18           | 5e                   | Adnan Čustović      | 2017   | Versluys Arena              | 8 400              | 8                               | Joma          | Verandas Willems   |
| Charleroi SC      | 2012            | 12           | 6e                   | Felice Mazzù        | 2013   | Stade du Pays de Charleroi  | 15 000             | 52                              | Hungaria      | Proximus           |
| KV Malines        | 2007            | 11           | 7e                   | Dennis van Wijk     | 2018   | Stade AFAS                  | 16 700             | 67                              | Kappa         | Telenet            |
| KRC Genk          | 1996            | 25           | 8e                   | Philippe Clement    | 2017   | Luminus Arena               | 23 718             | 32                              | Nike          | Beobank            |
| Standard de Liège | 1921            | 30           | 9e                   | Ricardo Sá Pinto    | 2017   | Stade de Sclessin           | 30 023             | 99                              | New Balance   | BASE               |
| KV Courtrai       | 2008            | 12           | 10e                  | Glen De Boeck       | 2017   | Stade des Éperons d'or      | 9 399              | 30                              | Jako          | AGO Jobs & HR      |
| KSC Lokeren       | 1996            | 9,5          | 11e                  | Peter Maes          | 2017   | Stade Daknam                | 12 136             | 40                              | Jartazi       | QTeam              |
| Saint-Trond VV    | 2015            | 8            | 12e                  | Jonas De Roeck      | 2017   | Stayen                      | 14 600             | 40                              | Kappa         | Golden Palace      |
| KAS Eupen         | 2016            | 9,8          | 13e                  | Claude Makélélé     | 2017   | Stade du Kehrweg            | 8 363              | 2                               | Nike          | Académie Aspire    |
| Waasland-Beveren  | 2012            | 8,5          | 14e                  | Sven Vermant        | 2018   | Freethiel                   | 8 190              | 5                               | Kappa         | Circus             |
| RE Mouscron       | 2014            | 7            | 15e                  | Frank Defays        | 2018   | Le Canonnier                | 10 517             | 4                               | Erima         | Star Casino        |
| Royal Antwerp FC  | 2017            | 18           | 1re (Division 2)     | László Bölöni       | 2017   | Stade du Bosuil             | 13 373             | 96                              | Jako          | Star Casino        |

Légende
- Ligue des champions 2016-2017, phase de groupes
- Ligue des champions 2017-2018, troisième tour de qualification pour non-champions
- Ligue Europa 2017-2018, phase de groupes
- Ligue Europa 2017-2018, troisième tour de qualification
- Promu de Division 1B

### Changements d'entraîneur
| Club              | Entraîneur partant        | Motif du départ         | Date de départ    | Position   | Entraîneur arrivant       | Date d'arrivée    |
| ----------------- | ------------------------- | ----------------------- | ----------------- | ---------- | ------------------------- | ----------------- |
| Waasland-Beveren  | Čedomir Janevski          | Consentement mutuel     | Pré-saison        | Pré-saison | Philippe Clement          | 24 mai 2017       |
| Club Bruges KV    | Michel Preud'homme        | Consentement mutuel     | Pré-saison        | Pré-saison | Ivan Leko                 | 8 juin 2017       |
| KV Courtrai       | Karim Belhocine           | Fin de contrat          | Pré-saison        | Pré-saison | Yánnis Anastasíou         | 20 mai 2017,      |
| Standard de Liège | José Jeunechamps          | Fin de l'intérim        | Pré-saison        | Pré-saison | Ricardo Sá Pinto          | 11 juin 2017      |
| K Saint-Trond VV  | Ivan Leko                 | Démission               | 8 juin 2017       | Pré-saison | Tintín Márquez            | 22 juin 2017      |
| Royal Antwerp FC  | Wim De Decker             | Devient coach assistant | 16 juin 2017      | Pré-saison | László Bölöni             | 16 juin 2017      |
| K Saint-Trond VV  | Tintín Márquez            | Renvoi                  | 7 août 2017       | 8e         | Jonas De Roeck            | 10 août 2017      |
| KSC Lokeren       | Rúnar Kristinsson         | Renvoi                  | 9 août 2017       | 15e        | Peter Maes                | 9 août 2017       |
| RSC Anderlecht    | René Weiler               | Renvoi                  | 18 septembre 2017 | 9e         | Nicolás Frutos (intérim)  | 18 septembre 2017 |
| KV Ostende        | Yves Vanderhaeghe         | Renvoi                  | 19 septembre 2017 | 16e        | Adnan Čustović            | 19 septembre 2017 |
| La Gantoise       | Hein Vanhaezebrouck       | Renvoi                  | 27 septembre 2017 | 14e        | Yves Vanderhaeghe         | 4 octobre 2017    |
| RSC Anderlecht    | Nicolás Frutos (intérim)  | Fin de l'intérim        | 1er octobre 2017  | 7e         | Hein Vanhaezebrouck       | 3 octobre 2017    |
| KV Malines        | Yannick Ferrera           | Renvoi                  | 23 octobre 2017   | 15e        | Tom Caluwé (intérim)      | 24 octobre 2017   |
| KV Malines        | Tom Caluwé                | Fin de l'intérim        | 1er novembre 2017 | 16e        | Aleksandar Janković       | 1er novembre 2017 |
| KAS Eupen         | Jordi Condom              | Renvoi                  | 6 novembre 2017   | 16e        | Claude Makélélé           | 6 novembre 2017   |
| KV Courtrai       | Yánnis Anastasíou         | Renvoi                  | 8 novembre 2017   | 15e        | Glen De Boeck             | 8 novembre 2017   |
| KRC Genk          | Albert Stuivenberg        | Renvoi                  | 10 décembre 2017  | 9e         | Philippe Clement          | 18 décembre 2017  |
| Waasland-Beveren  | Philippe Clement          | Démission               | 18 décembre 2017  | 7e         | Johan Van Rumst (intérim) | 18 décembre 2017  |
| Waasland-Beveren  | Johan Van Rumst (intérim) | fin de l'interim        | 4 janvier 2018    | 10e        | Sven Vermant              | 4 janvier 2018    |
| KV Malines        | Aleksandar Janković       | Renvoi                  | 24 janvier 2018   | 18e        | Dennis van Wijk           | 24 janvier 2018   |
| RE Mouscron       | Mircea Rednic             | Renvoi                  | 14 février 2018   | 12e        | Frank Defays              | 14 février 2018   |
| Waasland-Beveren  | Sven Vermant              | Renvoi                  | 9 mai 2018        | 6e (PO2 A) | Dirk Geeraerd (intérim)   |                   |

### Villes et stades
| Club Bruges KV                      | RSC Anderlecht                                | KAA La Gantoise                         | KRC Genk                                     |
| ----------------------------------- | --------------------------------------------- | --------------------------------------- | -------------------------------------------- |
| Stade Jan Breydel Capacité : 29 945 | Stade Constant Vanden Stock Capacité : 21 500 | Ghelamco Arena Capacité : 20 000        | Luminus Arena Capacité : 23 718              |
|                                     |                                               |                                         |                                              |
| KV Ostende                          | SV Zulte Waregem                              | KV Courtrai                             | RSC Charleroi                                |
| Versluys Arena Capacité : 8 400     | Stade Arc-en-ciel Capacité : 12 250           | Stade des Éperons d'or Capacité : 9 399 | Stade du Pays de Charleroi Capacité : 17 824 |
|                                     |                                               |                                         |                                              |
| Standard de Liège                   | KSC Lokeren                                   | KV Malines                              | RE Mouscron                                  |
| Stade de Sclessin Capacité : 30 023 | Stade Daknam Capacité : 12 000                | Stade AFAS Capacité : 16 700            | Le Canonnier Capacité : 10 571               |
|                                     |                                               |                                         |                                              |
| Waasland-Beveren                    | Saint-Trond VV                                | KAS Eupen                               | Royal Antwerp FC                             |
| Freethiel Capacité : 8 190          | Stayen Capacité : 14 600                      | Stade du Kehrweg Capacité : 8 363       | Stade du Bosuil Capacité : 13 373            |
|                                     |                                               |                                         |                                              |

### Localisation des clubs
| Anderlecht Genk FC Bruges La Gantoise Lokeren Standard Malines Mouscron Courtrai Z-Waregem Ostende Charleroi Waasland-Bev. Saint-Trond Eupen Anvers |

## Phase classique du championnat

### Classement
Le classement est calculé avec le barème de points suivant : une victoire vaut trois points, le match nul un, la défaite ne rapporte aucun point. À la fin de cette phase classique, le leader est assuré d’être en Europe avec le 4e meilleur ticket possible sur 5.
 
Critères de départage en cas d'égalité de points :
1. Plus grand nombre de victoires
2. Plus grande « différence de buts générale »
3. Plus grand nombre de buts marqués
4. Plus grand nombre de buts marqués en déplacement

| Rang | Équipe              | Pts | J  | G  | N  | P  | Bp | Bc | Diff |
| ---- | ------------------- | --- | -- | -- | -- | -- | -- | -- | ---- |
| 1    | Club Brugge         | 67  | 30 | 20 | 7  | 3  | 68 | 33 | +35  |
| 2    | RSC Anderlecht T S  | 55  | 30 | 16 | 7  | 7  | 49 | 42 | +7   |
| 3    | Sporting Charleroi  | 51  | 30 | 13 | 12 | 5  | 46 | 30 | +16  |
| 4    | La Gantoise         | 50  | 30 | 14 | 8  | 8  | 45 | 27 | +18  |
| 5    | Genk                | 44  | 30 | 11 | 11 | 8  | 44 | 36 | +8   |
| 6    | Standard de Liège C | 44  | 30 | 11 | 11 | 8  | 43 | 41 | +2   |
| 7    | KV Kortrijk         | 42  | 30 | 12 | 6  | 12 | 42 | 39 | +3   |
| 8    | Antwerp P           | 41  | 30 | 10 | 11 | 9  | 38 | 40 | -2   |
| 9    | SV Zulte Waregem    | 37  | 30 | 11 | 4  | 15 | 47 | 52 | -5   |
| 10   | STVV                | 37  | 30 | 9  | 10 | 11 | 29 | 41 | -12  |
| 11   | KV Oostende         | 36  | 30 | 10 | 6  | 14 | 42 | 41 | +1   |
| 12   | Waasland-Beveren    | 35  | 30 | 9  | 8  | 13 | 50 | 51 | -1   |
| 13   | Sporting Lokeren    | 31  | 30 | 8  | 7  | 15 | 33 | 49 | -16  |
| 14   | RE Mouscron         | 30  | 30 | 8  | 6  | 16 | 40 | 59 | -19  |
| 15   | KAS Eupen           | 27  | 30 | 6  | 9  | 15 | 40 | 57 | -17  |
| 16   | KV Mechelen         | 27  | 30 | 6  | 9  | 15 | 31 | 49 | -18  |

Légende
- Qualifiés pour les play-offs 1
- Qualifiés pour les play-offs 2
- Relégué en D1 B

Abréviations
T : Tenant du titre

C : Vainqueur de la Coupe de Belgique 2017-2018

S : Vainqueur de la Supercoupe de Belgique 2017

P : Promus de D1 B depuis la saison précédente

### Résultat des rencontres
| Résultats (▼dom., ►ext.)                                   | AND | CLU | AAG | KVO | CHA | ZWA | RCG | STR | KVM | WBE | LOK | STA | EUP | KVK | REM | ANT |
| RSC Anderlecht                                             |     | 0-0 | 1-0 | 1-0 | 1-3 | 2-0 | 0-1 | 2-3 | 2-2 | 2-2 | 3-2 | 1-0 | 1-0 | 4-0 | 5-3 | 2-1 |
| FC Bruges                                                  | 5-0 |     | 2-1 | 3-2 | 3-3 | 3-2 | 2-2 | 4-1 | 2-0 | 3-0 | 3-1 | 4-0 | 3-1 | 2-1 | 4-2 | 1-0 |
| La Gantoise                                                | 0-0 | 2-0 |     | 2-3 | 1-0 | 0-1 | 1-1 | 3-0 | 2-2 | 2-0 | 3-0 | 1-0 | 3-0 | 2-1 | 3-1 | 0-1 |
| KV Ostende                                                 | 2-0 | 2-3 | 0-2 |     | 3-0 | 4-2 | 1-2 | 2-0 | 0-1 | 0-3 | 2-3 | 2-3 | 1-0 | 2-1 | 0-1 | 3-4 |
| Charleroi SC                                               | 2-0 | 1-2 | 2-1 | 1-1 |     | 3-2 | 1-1 | 0-0 | 2-0 | 2-2 | 1-1 | 1-1 | 2-2 | 1-0 | 2-0 | 1-1 |
| Zulte-Waregem                                              | 2-3 | 1-2 | 0-1 | 1-1 | 0-4 |     | 0-1 | 2-0 | 2-1 | 2-5 | 1-3 | 2-1 | 3-2 | 2-2 | 2-1 | 1-2 |
| Racing Genk                                                | 0-1 | 2-0 | 1-2 | 1-1 | 0-1 | 3-1 |     | 1-1 | 1-0 | 3-3 | 0-0 | 0-2 | 1-1 | 2-3 | 1-1 | 4-0 |
| Saint-Trond VV                                             | 1-0 | 0-1 | 3-2 | 1-0 | 0-1 | 1-1 | 2-1 |     | 2-0 | 1-0 | 0-0 | 1-0 | 4-4 | 0-2 | 1-0 | 0-3 |
| KV Malines                                                 | 3-4 | 0-3 | 1-1 | 1-1 | 1-1 | 0-2 | 3-2 | 2-0 |     | 2-0 | 0-2 | 1-1 | 1-0 | 2-0 | 0-2 | 1-2 |
| Waasland-Beveren                                           | 1-2 | 1-1 | 1-2 | 1-3 | 0-2 | 2-2 | 0-1 | 3-1 | 2-2 |     | 2-3 | 3-1 | 5-1 | 2-1 | 2-0 | 3-0 |
| SC Lokeren                                                 | 1-2 | 0-4 | 0-3 | 0-3 | 1-1 | 0-2 | 1-2 | 1-1 | 2-0 | 1-1 |     | 0-3 | 3-0 | 0-1 | 0-2 | 1-1 |
| Standard de Liège                                          | 3-3 | 1-1 | 0-0 | 0-0 | 0-0 | 0-4 | 2-1 | 1-1 | 3-2 | 3-1 | 2-1 |     | 3-2 | 3-1 | 4-3 | 1-1 |
| KAS Eupen                                                  | 2-3 | 2-2 | 1-1 | 2-1 | 1-0 | 0-5 | 3-3 | 0-0 | 4-1 | 1-0 | 3-2 | 1-1 |     | 1-2 | 4-0 | 0-1 |
| KV Courtrai                                                | 2-2 | 1-2 | 1-1 | 1-2 | 2-0 | 0-1 | 0-0 | 3-2 | 2-0 | 4-1 | 1-0 | 2-1 | 0-0 |     | 1-1 | 4-0 |
| Excel Mouscron                                             | 1-2 | 2-1 | 3-2 | 1-0 | 2-5 | 2-1 | 0-1 | 1-1 | 2-2 | 2-2 | 1-2 | 1-3 | 3-2 | 0-3 |     | 2-2 |
| FC Antwerp                                                 | 0-0 | 2-2 | 1-1 | 0-0 | 1-3 | 3-0 | 3-5 | 1-1 | 0-0 | 1-2 | 1-2 | 0-0 | 2-0 | 3-0 | 1-0 |     |
| - Victoire à domicile - Match nul - Victoire à l'extérieur |     |     |     |     |     |     |     |     |     |     |     |     |     |     |     |     |